# Bien público
Un bien público es, desde el punto de vista económico, un bien que está disponible a todos y del cual el uso por una persona no substrae del uso por otro. Desde el punto de vista jurídico, un bien de propiedad pública es aquel que pertenece o es provisto por el Estado a través de los organismos que forman parte del sector público. [cita requerida]

## Concepto económico
En la economía contemporánea el significado del término es diferente. Una definición que corresponde al sentido generalmente aceptado de bien público o bien público puro (James M. Buchanan) en esa disciplina, es ofrecida por Elinor Ostrom: "Un bien que está disponible a todos y cuyo uso por una persona no substrae del uso a otros."
Para identificar la naturaleza de los bienes públicos se puede considerar que todos los individuos somos capaces de hacernos de algunos bienes a través de medios privados para satisfacer alguna necesidad, tal como vestido, alimento o transporte. Estos son bienes que se pueden dividir para ser proporcionados o consumidos. Pero hay otro tipo de bienes que no se pueden asegurar por medios privados, ya sea por los altos costos que implicarían o por la imposibilidad de dividirlos, tales como los sistemas de pesos y medidas, el valor de la moneda, la seguridad de una población, los servicios comunitarios, el gobierno de una sociedad o el conocimiento colaborativo.
En términos económicos, un bien o bien económico es todo aquello cuyo consumo genera utilidad o beneficio a los individuos. Un bien privado es divisible y excluible, es decir, se puede fraccionar y relegar a las personas de su disfrute. Para aprovechar una casa, un plato de comida o un dispositivo electrónico, se requiere pagar el costo de dicho bien. Pero los bienes públicos por definición son compartidos, por lo que el costo de su producción y distribución no puede ser cubierto por los particulares (al menos en grupos grandes), debido a las implicaciones que tendría para una persona cubrir los costos de producción y mantenimiento de dicho bien.
Esto se expresa en términos técnicos diciendo que el bien público en cuestión es un bien económico cuya naturaleza implica que no es divisible, no es rivalizable, ni excluible. Un bien es no divisible cuando para producirlo y distribuirlo no se puede fraccionar en partes para su uso o disfrute. Es no rival cuando su uso por una persona en particular no perjudica o impide el uso simultáneo por parte de otros individuos, por ejemplo, una señal de radio (medio de comunicación), y es no excluyente cuando no se puede impedir su usufructo por usuarios potenciales o reales.
Muchos economistas clasificarían los bienes públicos como un caso especial o subcategoría de los bienes comunes, sin embargo, conviene notar que la definición no hace referencia estrictamente al sistema de propiedad: un bien será de uso público -en esta concepción- independientemente de quién lo posee, siempre y cuando su uso "esté disponible a todos y cuyo uso por una persona no substraiga del uso respectos de otros". Por ejemplo (aún cuando no el mejor) la señal de radio mencionada está disponible a quien sea que tenga acceso a un receptor, pero la propiedad de la empresa emisora no es necesariamente ni comunal ni estatal.
Un ejemplo típico de bien público es la defensa nacional, ya que todos los ciudadanos están protegidos y el hecho que un individuo de un país esté protegido no reduce la protección para otro ciudadano. Se diferencian de los bienes libres, como el aire limpio, en que estos últimos no son bienes económicos.
Otros ejemplos son los fuegos artificiales que brinda el gobierno en fechas patrias, la luz de un faro que indica la distancia a la orilla del mar, plazas públicas, monumentos públicos, etc.
James Tobin sugiere que el dinero moderno es una institución social y un bien público (ver Chartalismo).

### Principio de no división
El principio de no división implica la imposibilidad de fraccionar un bien público para su consumo personal. El politólogo de origen catalán Josep M. Colomer, señala que los bienes públicos “son los que no pueden dividirse en porciones o partes separadas para que las usen individuos diferentes”. Recursos naturales como el calor del sol o la defensa de una nación, no puede ser partidos para ser consumidos en proporciones por los miembros de una comunidad.

### Principio de no exclusión
El principio de no exclusión tiene que ver con la imposibilidad de excluir del consumo de un bien a determinadas personas; las razones de la imposibilidad pueden ser físicas o económicas. La baja capacidad de exclusión implica que es imposible o muy difícil prohibir el consumo de un bien a otros individuos (se ha alegado que todo bien es excluible, si se está dispuesto a tomar las medidas necesarias y costearlas; esto enfatiza que el concepto es relativo a consideraciones legales y sociales). La exclusión de los bienes públicos tiene que ver con la rivalidad del mismo.

### Principio de no rivalidad
La rivalidad en el consumo de un producto implica que el consumo por parte de un individuo impide el uso por otros. Por ejemplo, el uso de un martillo por alguien impide que sea usado al mismo tiempo por algún otro (a pesar de que ese otro lo podría usar en el futuro). Algunos bienes rivales son, adicionalmente, consumibles; así, si un individuo se come un pastel, no queda pastel para ningún otro. En ambos sentidos, el uso de un bien rival reduce la disponibilidad para otros.
Se dice que no existe rivalidad en el consumo de un producto o servicio, cuando el consumo que un individuo realiza de ese bien no impide ni reduce la cantidad disponible para el consumo de otras personas. Por tanto, de manera simultánea o no, varios individuos pueden consumir las mismas unidades del bien sin que se resienta el consumo de los otros. La Defensa nacional constituye el ejemplo más claro de ausencia de rivalidad en el consumo de un producto. La defensa nacional entendida como garantía y protección frente a un hipotético enemigo exterior, es un bien que ofrece el Estado a la ciudadanía y alcanza por igual a todos los ciudadanos del territorio y el hecho de que un individuo de un país esté protegido por la defensa nacional, no implica menores garantía para otro ciudadano. La no rivalidad en el consumo de la defensa nacional no implica que todos las personas valoren internamente por igual el servicio, de hecho es muy probable que las demandas de defensa nacional sean muy variadas entre los habitantes de un territorio. La no rivalidad significa que la existencia de un ejército equipado significa una garantía igual para todos ciudadanos del país.
Hay algunos bienes no rivales que presentan un punto de saturación, es decir, un punto en el cual el consumo aumenta y se perjudica a los otros consumidores. Cuando se pasa el punto de saturación el bien deja de ser puro. Un ejemplo son las autopistas, cuando llegan a estar congestionadas los conductores se ven perjudicados.

### Bienes mixtos
Obviamente, estas definiciones teóricas a veces son difíciles de aplicar al mundo real, puesto que estrictamente no hay ningún bien que no pueda ser derivado a algún nivel de producción o consumo mercantil; una calle, puente, etc, pueden ser construidos y/o administrados de manera privada (por ejemplo, con pagos de peaje).

### El problema del polizón
La consecuencia más importante de que en los bienes públicos concurran las dos características citadas (la no rivalidad de su consumo y la imposibilidad de aplicar el principio de exclusión) es que la producción o suministro de estos bienes se enfrentan con el denominado problema del polizón o de los consumidores libres de carga (free riders en inglés). Al no ser factible la exclusión, la producción de los bienes públicos beneficia por igual a aquellos consumidores que cooperen en su financiación, y a aquellos consumidores que no lo hagan. Los polizones son, en definitiva, aquellos miembros de un colectivo que amparados en las características de los bienes públicos, se benefician de la producción de los mismos sin contribuir a su financiación.
La existencia de estos consumidores polizones inhabilita al mercado para la asignación de los bienes públicos y constituye una manifestación de fallo de mercado.

## Concepto jurídico
Esta concepción se remonta al Derecho romano, en el cual la Res publica ('cosa pública' o 'administración', asuntos políticos en general) hacía referencias a las propiedades de la Antigua Roma o de sus ciudadanos en conjunto (tales como las fuentes de agua de la ciudad, las calles, etc.). La influencia de esta acepción se ha extendido con algunas modificaciones hasta el presente; por ejemplo, Andrés Bello escribe (en relación con los “bienes nacionales”): “Si además su uso pertenece a todos los habitantes de la nación, como el de las calles, plazas, puentes y caminos, el mar adyacente y sus playas, se llaman bienes nacionales de uso público o bienes públicos”. Nótese que en esa definición Bello utiliza dos criterios: la propiedad es estatal, el usufructo es general a los habitantes.
En el presente, esta concepción perdura principalmente en la tradición legal, la de la ciencia política y la de la economía política. Así, en esas áreas en general se entiende por dominio público el conjunto de bienes y derechos de titularidad pública, destinados al uso público.